# Withnell
Withnell is een civil parish in het bestuurlijke gebied Chorley, in het Engelse graafschap Lancashire met 3498 inwoners.